# Odense Boldklub
Odense Boldklub este o echipă de fotbal din insula Odense, Danemarca. În prezent, joacă în Superliga Daneză.

## Europa
- UEFA Europa League
  -  Faza Grupelor (2) : 2011, 2012